# IMI plc
Pour les articles homonymes, voir IMI.
IMI plc (LSE : IMI), anciennement Imperial Metal Industries, est une entreprise britannique d'ingénierie dont le siège se situe à Birmingham, en Angleterre.  IMI est présente à la Bourse de Londres et fait partie de l'indice FTSE 100.

## Activité
- Vannes industrielles anti-pompage et vannes d'isolement.

- Vannes et équipements de contrôle et de traitement des flux et de l'air.

- Équipements de climatisation intérieure.

## Principaux actionnaires
Au 31 mars 2020.
| Artisan Partners                       | 9,91% |
| MFS International                      | 8,83% |
| Threadneedle Asset Management          | 5,93% |
| American Century Investment Management | 3,80% |
| The Vanguard Group                     | 3,48% |
| Standard Life Investments              | 3,40% |
| Legal & General Investment Management  | 3,03% |
| Alecta Pension Insurance Mutual        | 2,57% |
| M&G Investment Management              | 2,53% |
| Invesco Advisers                       | 2,14% |